# ヒア・カムズ・ザ・サン
「ヒア・カムズ・ザ・サン」（Here Comes the Sun）は、ビートルズの楽曲である。ジョージ・ハリスンが作詞作曲を手がけた。1969年に発売された11作目のイギリス盤公式オリジナル・アルバム『アビイ・ロード』に収録された。ハリスンは、1969年初頭にアップル・レコードの打ち合わせをキャンセルして、友人のエリック・クラプトンの自宅に訪れた際に本作を書いた。歌詞の中では春の到来による安堵などが反映されている。
1969年夏にEMIレコーディング・スタジオでレコーディングが行われた。アコースティック・ギターを主体とした本作では、当時は珍しかったモーグ・シンセサイザーが導入されているほか、インドの伝統音楽の影響がいくつか見られる。
「ヒア・カムズ・ザ・サン」は、音楽評論家から肯定的な評価を得ており、「ホワイル・マイ・ギター・ジェントリー・ウィープス」や「サムシング」とともに、ハリスンがレノン＝マッカートニーの作品と同等の評価を得た楽曲となっている。楽曲の発表後、リッチー・ヘブンスやスティーヴ・ハーレイ&コックニー・レベルをはじめとした多数のアーティストによってカバー・バージョンが発売された。
2021年時点で、Spotifyにて世界で最もストリーミング再生されたビートルズの楽曲となっている。

## 背景・曲の構成
1969年4月、アップル・レコードでの打ち合わせに疲れていたハリスンは、打ち合わせをキャンセルしてロンドンにある親友のエリック・クラプトンの家へ遊びにでかけていた。当時についてハリスンは「会議に出てあの間抜けな会計士たちの顔を見なくてすむと思うとホッとしたよ。銀行家や弁護士と契約やら株式やらで、会議のオンパレードだったからさ。あれは本当に最悪だったからね」と振り返っている。
ハリスンは、クラプトンのアコースティック・ギターを借りて庭を歩きまわっている中で、その年初めての春らしい日差しを感じて本作の歌詞とメロディが頭に浮かんだとし、6月に歌詞を完成させた。この事について、ハリスンは「ただ単にこれまで僕の中で高まってた緊張をほぐしただけさ。ギターを弾くのも2週間ぶりで、とにかく忙しかったからね。ごく自然に曲が降りてきて、サルデーニャで休暇を取った時に仕上げたんだ」と語っている。
歌詞はレコーディング時に、ヴァースの順番が入れ替えられており、ハリスンの手書きの歌詞では2番のヴァース「the smiles returning to their faces（みんなの顔に戻っていく微笑み）」が、3番のヴァースとされていた。ミドル・セクションには、下降するリフが含まれており、ジョン・レノンは1969年9月のインタビューで「ジョージはありとあらゆるタイプの曲を書いてて、一度扉が開いたら、もう止めどなくなってしまう」「この曲はただ単にジョージが進歩してる証拠だろう。僕はある意味バディ・ホリーを思い出したよ」と語っている。
ハリスンは「恋をするなら」と同様に、ギターの7フレットにカポタストを付け、Dのポジションで演奏している。コーラス部分が終わった後に入るインストゥルメンタルのセクションには、インドの伝統音楽の影響が見られ、スターは「『7拍子半みたいな感じの新曲がある』と言われて、僕はなんとかそれを毎回ちゃんと演奏できるように、あらゆる手を考えた。あれはインド音楽のわざのひとつだ」と語り、ハリスンの息子であるダーニ・ハリスンも「ほとんどティハイのようだ」と評している。

## レコーディング
「ヒア・カムズ・ザ・サン」のレコーディングは、1969年7月7日に開始された。本作のレコーディングの開始時、ジョン・レノンは自動車事故で負傷していたため欠席しており、ハリスンとポール・マッカートニーとリンゴ・スターの3人でセッションが行われた。リズム・トラックが13テイク録音され、リズム・トラックの8トラック・レコーダーのトラック1にマッカートニーのベース、トラック2にスターのドラム、トラック3にハリスンのアコースティック・ギター、トラック8にハリスンのガイド・ボーカルが録音された。ジョージ・マーティンはテイク9がオーバー・ダビング用に使用できると判断したが、3人は作業が続けられて最終テイクとなるテイク13が採用された。この日のセッションの終盤で、ハリスンはアコースティック・ギターのパートの再録音に1時間を要した。
7月8日、トラック5にハリスンのレスリースピーカーを通したエレクトリック・ギターとスターの追加のドラム・フィル、トラック6にハリスンのリード・ボーカル、トラック7と8にハリスンとマッカートニーのバッキング・ボーカルが録音され、前日のガイド・ボーカルを消去。これによりトラック数がいっぱいになったため、2種類のリダクション・ミックスが別のテープに移し替えられた。この作業を経て、アコースティック・ギターとエレクトリック・ギター、ドラム・フィルをトラック3にまとめたテイク15がベストとされた。
7月16日にグリン・ジョンズのプロデュースのもとで、トラック5にハーモニウム、トラック8にハンドクラップがオーバー・ダビングされ、8月6日と11日にギター、8月15日にオーケストラ、8月19日にモーグ・シンセサイザーがオーバー・ダビングされて完成となった。
なお、本作の最終ミックスにおいて使用されなかったギターソロが後に発見されている。

## リリース
「ヒア・カムズ・ザ・サン」は、1969年9月26日に発売された11作目のイギリス盤公式オリジナル・アルバム『アビイ・ロード』のB面1曲目に収録された。アルバムからシングル・カットされた「サムシング」とともにに、ハリスンがレノン＝マッカートニーと肩を並べる作曲家として確立させた作品となっている。日本では、1970年に同じく『アビイ・ロード』の収録曲で、マッカートニー作の「オー!ダーリン」のB面曲としてシングル・カットされた。1973年に発売された『ザ・ビートルズ1967年〜1970年』に、「サムシング」とともに収録されている。1994年にBMIがアメリカのラジオにおけるエアプレイの回数を発表した際に、「ヒア・カムズ・ザ・サン」は200万回以上のエアプレイを受けたことが確認された。
ビートルズの全楽曲がiTunes Storeにおいてダウンロードできるようになった後、「ヒア・カムズ・ザ・サン」は2010年11月に全英シングルチャートで第64位を記録し、2012年4月に最高位58位を記録した。アメリカでも2017年9月9日付のBillboard Hot Rock Songで第14位を記録し、2年後に再びチャートインして最高位3位を記録した。
2019年9月下旬の時点で、「ヒア・カムズ・ザ・サン」はイギリスで最もストリーミング再生されたビートルズの楽曲となっており、「レット・イット・ビー」の2,600万回を上回る、5,300万回を超える再生回数を記録した。Spotifyにおいても世界で最もストリーミング再生されたビートルズの楽曲となっており、350万回を超える再生回数を記録している。当時は『アビイ・ロード』に収録された楽曲の中で、最もダウンロードされた楽曲ともなっていた。オフィシャル・チャート・カンパニーのロブ・コプシーは、本作を「夏のプレイリストの定番」と表現している。2021年8月時点で、「ヒア・カムズ・ザ・サン」は、Spotifyで最もストリーミング再生されたビートルズの楽曲であり、7億回以上の再生回数を記録している。

## 評価
文化評論家のスティーヴン・D・スタークは、本作について「1960年代後半という時代背景の中で、この曲は孤独な冬の後の新しい夜明けを約束し、カウンターカルチャーの疲れた感性をとらえた」と述べている。エレン・サンダーは、『レコード・ミラー』誌のロン・ゴダードは、ハリスンの「ベストトラック」と表現し、「ボーカルはザ・ビーチ・ボーイズやヴァニティ・フェアのそれに近く、ストリングスの素敵なピッキングがそれを後押ししている。優れたメロディーがこのレコードで最も最高の雰囲気を作り出している」と評している。
2002年に『ローリング・ストーン』誌に寄稿したマイケル・ギルモアは、本作をマッカートニー作の「レット・イット・ビー」やレノンのソロ楽曲「イマジン」に例え、ハリスンの「困難な現実における優しい希望のアンセム」と表現している。同誌でグレッグ・コットは「『サムシング』よりシンプルながら、それと同じように夢中にさせる」と述べ、「ハリスンが奏でるアコースティック・ギターのイントロすらも歌であり、その暖かさと脆弱さは歌詞の守られた楽観主義を予感させる」と評している。プロデュースを手がけたジョージ・マーティンは、これまでソングライターとしてのハリスンを過小評価していたことを後悔するとともに、本作を「ある意味でこれまでに書いた中で最高の楽曲の1つ」と評した。ハリスンは、イギリスで最初にモーグ・シンセサイザーを所有したミュージシャンの1人であった。この楽器は1967年以降のアメリカで多くのアーティストによって使用されてきたが、作家のトム・ホルムズはビートルズが「モーグの音を音楽に効果的に統合した最初のグループの1つ」であったと述べている。
2006年に『モジョ』誌が発表した「The 101 Greatest Beatles Songs」で第21位にランクインしており、ダニー・エクルストンは「おそらく『エルサレム』以外で宗教が信用を主張できる最高の楽曲」と述べ、「ハリスンが1970年に最も成功したソロのビートルズの地位を得たことに驚いたという言う人たちは、明らかにこの曲を聴いていなかったようだ」と付け加えている。2010年に『ローリング・ストーン』誌が発表した「100 Greatest Beatles Songs」では第28位にランクインし、編集者は「サムシング」と本作を引き合いに「ビートルズに3人の手ごわい作曲家がいることに気づかされた」と述べている。2015年に『ニュー・ミュージカル・エクスプレス』誌が発表した「The 50 Greatest Ever Beatles Songs」で第4位にランクインした。

## その後のリリースやハリスンによるライブ演奏
1971年8月、ハリスンは『バングラデシュ難民救済コンサート』で、バッドフィンガーのピート・ハムとともに本作を演奏した。『サーカス』誌のエド・ケレハーは、ライブ・アルバム『バングラデシュ・コンサート』のレビューで、ライブの演出を「ずば抜けている」とし、『ローリング・ストーン』誌のジョン・ランドーは、ショーの構成におけるハリスンの「ペーシングとタイミングの能力」のもっともたる例として同ライブでの演奏を挙げ、この控えめな演奏がレオン・ラッセルの歌唱の後、ボブ・ディランがステージに上がる前の雰囲気を効果的に変えたと述べている。
ハリスンは、1976年11月に『サタデー・ナイト・ライブ』に出演した際、ポール・サイモンとのデュエットとして本作を演奏した。同月にEMIから「ヒア・カムズ・ザ・サン」をはじめとしたビートルズ時代にハリスンが書いた6曲を含むコンピレーション・アルバム『ザ・ベスト・オブ・ジョージ・ハリスン』が発売されたが、これに対してハリスンは不満を持った。
ハリスンは、スター、ジェフ・リン、エルトン・ジョンを含むバンドとともに、1987年にロンドンで開催された『The Prince's Trust Concert』で本作を演奏した。これは、クラプトンとともにほぼ匿名のサポートメンバーとして参加した1969年のデラニー&ボニーのツアーの以外では、1966年以来ハリスンにとって初となるイギリスでのライブとなった。クラプトンとともに行なった1991年の日本ツアーでも演奏されており、当時のライブ演奏が『ライヴ・イン・ジャパン』に収録されている。
2006年にシルク・ドゥ・ソレイユの公演のサウンドトラック盤として制作された『LOVE』には、「ウィズイン・ユー・ウィズアウト・ユー」のタブラ、「オー!ダーリン」のコーラス、「アイ・ウォント・ユー」のベース、終盤に「ジ・インナー・ライト」がコラージュされた音源が、「ヒア・カムズ・ザ・サン/ジ・インナー・ライト（Here Cemes The Sun/The Inner Light (Transition)）」というタイトルで収録されている。
2019年に発売された『アビイ・ロード (50周年記念エディション)』の「2CD」及び「スーパー・デラックス・エディション」のDISC2には、本作のテイク9が収録された。また、『アビイ・ロード』発売50周年を記念したミュージック・ビデオが公開された。映像は、曲名の示すとおりにEMIレコーディング・スタジオのスタジオ2を朝日が照らすところからスタートし、アップル・コアが所有していたアーカイブ映像やマッカートニーによって提供された写真（元妻のリンダ・マッカートニーが撮影）などが使用されている。音源は、2019年最新ステレオ・ミックスが使用された。

## 文化的影響やメディアでの使用

### 文化的影響
1977年に発売された『ボイジャーのゴールデンレコード』に収録される予定であったが、EMIが許可を出さなかったことにより未収録となった。
ハリスンは、1979年に発売したアルバム『慈愛の輝き』に、本作の続編にあたる「ヒア・カムズ・ザ・ムーン」（Here Comes the Moon）を収録している。
ハリスンが死去した翌日にあたる2001年11月30日に、ニューヨークのセントラル・パーク内にあるストロベリー・フィールズに集まったビートルズのファンが本作を合唱し、12月に行われた『Act Against AIDS '01 「クワガタムシ 対 カブトムシ」～桑田佳祐PLAYS “ザ・ビートルズ”～』では、開催直前にハリスンが死去したため、桑田が「天国のジョージに黙祷」と言った後にこの曲をワンフレーズ流して黙祷を捧げた。
2012年ロンドンオリンピックの閉会式のパフォーマンスで使用された。
2016年7月に行われた共和党全国大会で本作が使用された。これに対してハリスンの遺産管理団体は「無断使用されたことは不快であり、遺産管理団体の意に反する」と抗議し、「『ビウェア・オブ・ダークネス』だったら許可したかも知れない」と皮肉を込めたコメントを残した。

### メディアでの使用
- 1980年代から90年代にかけて、テレビ宮崎の番宣番組『UMKハイライト』のオープニングで、この曲の一部が用いられていた。
- 年越しフェスティバル『COUNTDOWN JAPAN』のエンディングでは、初日の出にかけて毎年流されている。
- 日本の幼児・子供向け番組『ポンキッキシリーズ』（フジテレビ系・ BSフジ）のBGMに、この曲の旋律が一部用いられていた。
- 『おかずのクッキング』（テレビ朝日）のエンディングで使用されていた時期があった。
- 2019年4月より放送されているニッポン放送･NRN系のラジオ番組『佐久間宣行のオールナイトニッポン0(ZERO)』にて、28時台のオープニング･ジングルとして本曲が使用されている。
- 2022年4月から2023年3月まで『ZIP!』(日本テレビ)内のコーナー、『水卜麻美と一緒に朝ごはん』のBGMで使用されていた。

## クレジット
※出典
ビートルズ
- ジョージ・ハリスン - リード&バッキング・ボーカル、アコースティック・ギター、エレクトリック・ギター、ハーモニウム、モーグ・シンセサイザー、ハンドクラップ
- ポール・マッカートニー - バッキング・ボーカル、ベース、ハンドクラップ
- リンゴ・スター - ドラム、ハンドクラップ

外部ミュージシャン
- 演奏者不明 - ヴィオラ4丁、チェロ4丁、ダブルベース1台、ピッコロ2本、フルート2本、アルトフルート2本、クラリネット2本
- ジョージ・マーティン - オーケストラ編曲、指揮者

## チャート成績（ビートルズ版）
| 年   | チャート (2010年 - 2019年)       | 最高位 |
| ---- | -------------------------------- | ------ |
| 2010 | オーストラリア (ARIA)            | 99     |
| 2010 | オランダ (Single Top 100)        | 52     |
| 2010 | UK シングルス (OCC)              | 64     |
| 2010 | US Billboard Hot 100 Recurrents  | 2      |
| 2012 | UK シングルス (OCC)              | 58     |
| 2016 | ポルトガル (AFP)                 | 96     |
| 2016 | スウェーデン (Sverigetopplistan) | 49     |
| 2017 | US Hot Rock Songs (Billboard)    | 14     |
| 2019 | US Hot Rock Songs (Billboard)    | 3      |

## 認定（ビートルズ版）
| 国/地域                          | 認定        | 認定/売上数 |
| -------------------------------- | ----------- | ----------- |
| デンマーク (IFPI Danmark)        | Platinum    | 90,000      |
| ドイツ (BVMI)                    | Gold        | 250,000     |
| イタリア (FIMI) 2009年以降の売上 | Platinum    | 70,000      |
| イギリス (BPI) 2010年以降の売上  | 3× Platinum | 1,800,000   |
| 認定のみに基づく売上数と再生回数 |             |             |

## カバー・バージョン

### 1970年代初頭

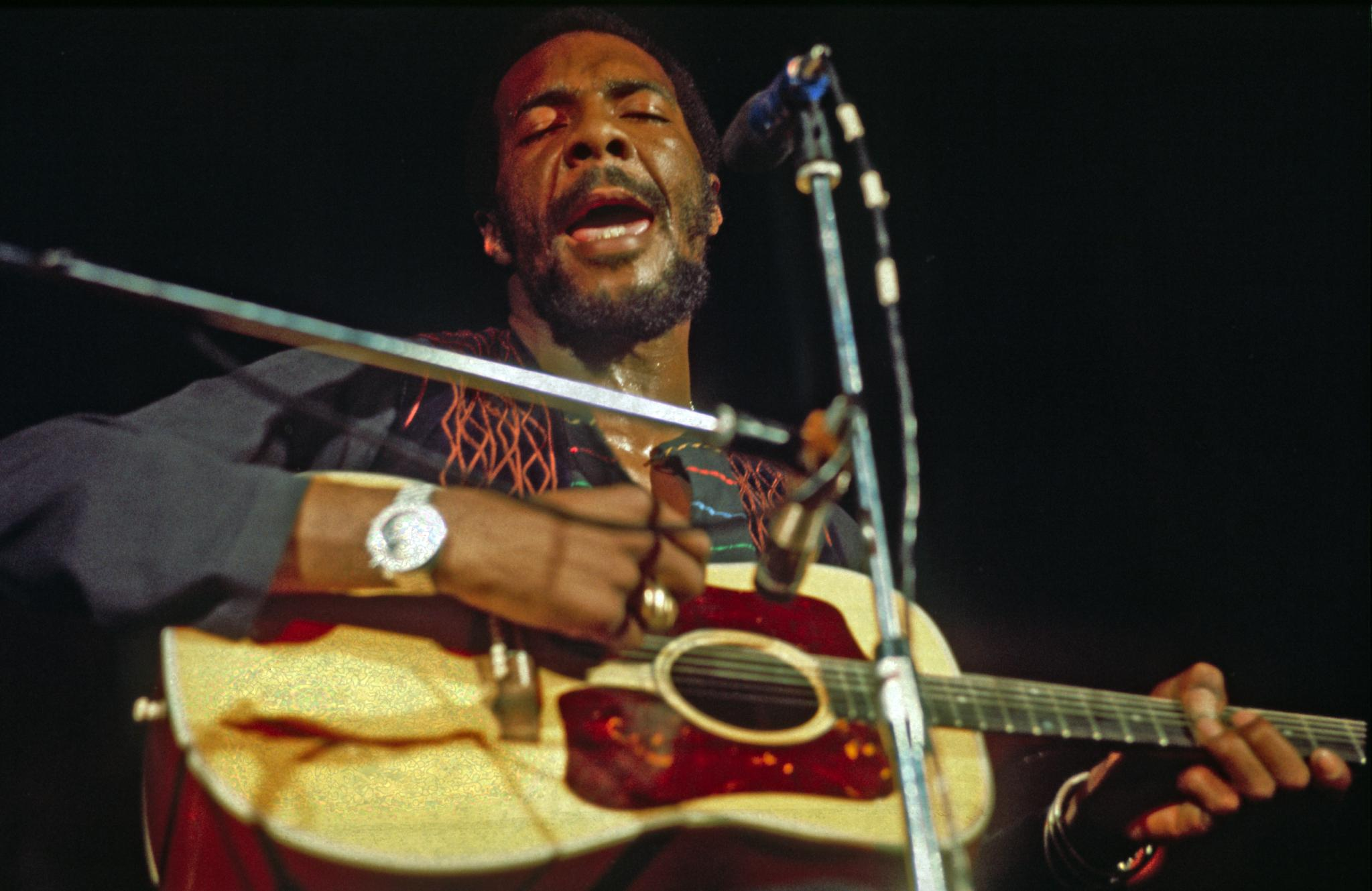
リッチー・ヘブンス（1972年撮影）。ヘブンスは、本作のカバー・バージョンで自身最大のヒットを記録した。

「ヒア・カムズ・ザ・サン」は、多数のアーティストによってカバー・バージョンが録音されており、初のカバー・バージョンが登場したのは『アビイ・ロード』の発売直後のことだった。1970年、ブッカー・T&ザ・MG'sは、『アビイ・ロード』のトリビュート・アルバム『 
McLemore Avenue』で、ジャズ調にアレンジしてカバー。同年にピーター・トッシュが、シングル盤としてカバー・バージョンを発表している。
1971年5月に発売されたリッチー・ヘブンスによるカバー・バージョンは、アメリカのBillboard Hot 100で最高位16位を記録し、ヘブンスにとって最も売上枚数が多いシングル作品となった。2013年のヘブンスの死後、『タイム』誌のウック・キムは、このカバー・バージョンを「素晴らしいミッド・テンポの解釈」と評し、ヘブンスの「6つの重要なパフォーマンス」の1つとして挙げている。
| チャート (1971年)             | 最高位 |
| ----------------------------- | ------ |
| カナダ (MLS Singles)          | 6      |
| Canada Top Singles (RPM)      | 12     |
| US Billboard Hot 100          | 16     |
| US Cash Box Top 100           | 15     |
| US Record World Singles Chart | 14     |

音楽評論家のリッチー・アンターバーガーは、「（ヘブンスの他に）最も注目すべきカバー・バージョン」として、1971年に同名のアルバムのタイトル・トラックとして発表されたニーナ・シモンのカバー・バージョンを挙げている。
ピーター・トッシュは、1972年のジャマイカの総選挙において、マイケル・マンリーの選挙運動を支援するために本作のカバー・バージョンを録音した。トッシュの伝記作家であるジョン・マソウリは、ウェイラーズのバンドメイトであるボブ・マーリーに対する欲求不満を引き合いに、トッシュがビートルズにおけるハリスンの窮状と同一視した可能性があるとしている。『ガーディアン』誌のジョン・デニスは、ビートルズの楽曲のカバー・バージョンから「最高」と判断した10曲を選び、そのうちの1曲としてザ・ワッツ・103rd・ストリート・リズム・バンドの元リーダーであるチャールズ・ライトが1972年に録音したカバー・バージョンを挙げている。

### スティーヴ・ハーレイ&コックニー・レベルによるカバー
1976年に「ヒア・カムズ・ザ・サン」はスティーヴ・ハーレイ&コックニー・レベルによって、カバーされ、5作目のオリジナル・アルバム『プリマドンナはお好き?』からの先行シングルとして発売された。スティーヴ・ハーレイ&コックニー・レベルによるカバー・バージョンは、全英シングルチャートで最高位10位、アイルランドのシングルチャートで最高位7位、オランダのシングルチャートで最高位21位を記録した。
なお、スティーヴ・ハーレイ&コックニー・レベルにとっては、全英シングルチャートでトップ40入りした最後のシングル曲となった。

#### チャート成績（スティーヴ・ハーレイ&コックニー・レベル版）
| チャート (1976年)               | 最高位 |
| ------------------------------- | ------ |
| ベルギー (Ultratop 50 Wallonia) | 49     |
| オランダ (Single Top 100)       | 21     |
| アイルランド (IRMA)             | 7      |
| UK シングルス (OCC)             | 10     |

### その他のアーティストによるカバー
サンディー・ファリーナは、1978年に公開された映画『サージェント・ペパーズ・ロンリー・ハーツ・クラブ・バンド』で、サウンドトラックとして本作を歌唱。プロデュースはジョージ・マーティンが手がけた。『アビイ・ロード』のアルバム・ジャケットのパロディシーンを含んだ『ファミリー・ゲーム/双子の天使』（1998年）、『アイ・アム・サム』（2001年）、『ビー・ムービー』（2007年）、『エディ・マーフィの劇的1週間』（2009年）などの長編映画でもカバー・バージョンが使用されている。
1981年にはオーストリアのバンドS.T.S.がドイツ語のシュタイアーマルク方言でカバーした「Da kummt die Sunn'」を2枚目のシングルとしてリリースしている。
ジョー・ブラウンは、2002年11月29日にエリック・クラプトン主催によりロンドンのロイヤル・アルバート・ホールで開催されたハリスンの追悼コンサート『コンサート・フォー・ジョージ』で本作を演奏。当時の演奏は、同名のライブ・アルバムや映像作品に収録されている。『musicOMH』のヘレン・ライトは、ライブ・アルバムのレビューの中で、ブラウンと「ヒア・カムズ・ザ・サン」の組み合わせについて「ありそうもないが勝利をおさめたペアリング」と見なしている。
ポール・サイモンは、1976年11月20日に放送された『サタデー・ナイト・ライブ』でのハリスンとのデュエットのほか、ハリスンへのオマージュとしてたびたびコンサートで演奏していた。2014年9月にサイモンは、アメリカTBS『Conan』で、番組の「George Harrison Week」の一環としてライブ演奏を行なった。2009年10月に開催されたロックンロールの殿堂の25周年を記念したコンサートで、デヴィッド・クロスビーやグラハム・ナッシュとともに本作を演奏。『ポップマターズ』のクリステル・ロアが「本当に素敵」と評した当時の演奏は、このコンサートの模様を収録したCDや映像作品に収録されている。
ゲイリー・バーロウ & ザ・コモンウェルス・バンドは、2012年に発売したアルバム『Sing』で本作をカバー。シングル・カットされており、全英シングルチャートで初登場59位を記録。
日本でも、森高千里（1996年に発売されたアルバム『TAIYO』に収録）、畠山美由紀（2005年に発売されたコンピレーション・アルバム『Apple of her eye りんごの子守唄 (赤盤)』に収録）、原田知世（2023年に発売されたアルバム『恋愛小説4 〜音楽飛行』に収録）らによってカバーされている。
ジョン・ボン・ジョヴィは、コンサートなどでたびたび演奏しており、2020年の新型コロナウイルスの流行時においては、同年8月、Web会議システムを利用してバックのミュージシャンとともに本作品の演奏を配信した。2021年1月20日のバイデン新大統領祝賀コンサート「Celebrating America」では、マイアミで演奏した映像を提供した。